# Katarina Tracz
Katarina Anna Tracz, född 28 november 1986, är en svensk statsvetare och utrikespolitisk debattör. Hon var mellan 2015 och 2023 chef för tankesmedjan Frivärld och var 2014-18 international research fellow vid McCain Institutetet.